# Boris Ignatovič
Boris Vsevolodovič Ignatovič (rusky Борис Всеволодович Игнатович; 4. dubna 1899 Sluck - 4. dubna 1976 Moskva) byl sovětský novinářský fotograf. Stál u počátků moderní fotožurnalistiky ve dvacátých a třicátých letech v bývalém SSSR. Společně s fotografy jako byli Max Alpert, Alexandr Rodčenko, Arkadij Šajchet, Georgij Petrusov nebo Ivan Šagin se staly nástrojem programové, centrálně řízené a didakticky zaměřené propagandy.

## Biografie
Vystudoval gymnázium ve Slucku. Novinářem byl od roku 1918. V roce 1921 v Moskvě pracoval v redakci novin Gornjaki (Horníci).
V době mezi rokem 1922 a 1925 se v Petrohradě (Leningradě) začal poprvé zajímat o fotografii.
Po návratu do Moskvy (1926) pracoval jako jeden z členů Asociace fotoreportérů v Domě tisku, od roku 1927 fungoval jako obrazový redaktor a fotoreportér deníku "Bědnota", dále pracoval v časopisech Narpit, Spot, Ogoňok, Sovětskoje foto a SSSR na strojke.
Společně s Alexandrem Rodčenkem byl jeden z organizátorů a vedoucích skupiny Říjen (Oktjabr). Ve 30. letech se podíleli na propagaci nové věcnosti v Rusku. Využívali speciální techniky, například Sabatierův efekt, porušení citlivé vrstvy retikulací (zvrásnění, mřížkování), fokalk (tepelná destrukce citlivé vrstvy skleněné fotografické desky) a struktáž (kresba fotografickými roztoky - vývojkou nebo ustalovačem). V kompozici využívali úhlopříčky, dvojexpozice, montáž, koláž, kombinaci s kresbou nebo typografií. Invenční prací s úhlem pohledu, místem snímání a kompozicí dával Rodčenko a jeho příznivci svým snímkům dynamiku, která se ukázala jako účinný způsob tlumočení myšlenky.
V roce 1930 se jej také zmocnila vášeň pro filmové reportáže a natočil několik dokumentárních filmů (Sevodnja, film o Kukryniksích, atd.).
Současně řídil oddělení ilustrací novin Večerní Moskva. Spolupracoval s agenturou Sojuz foto fotografoval pro časopisy "Strojim", "Naši dostiženija", "Strojitělstvo Moskvy". Vytvořil fotoreportáže z moskevského závodu Frezer a továrny Parižskaja Kommuna.
Během Velké vlastenecké války pracoval jako fotožurnalista v novinách 30. armády Bojevoe Znamja a v týlu nepřítele a dokumentoval partyzánská hnutí.
Po válce pak pracoval v mnoha časopisech a novinách. a stal se jedním z vedoucích představitelů klubu Novator. Vytvořil portréty umělců a představitelů kultury (Korneje Čukovského, Michaila Zoščenka, Borise Leonidoviče Pastěrnaka a dalších).
Byla mu také udělena medaile SSSR.

## Knihy s díly Borise Ignatoviče
- Fotoalbum «Государственная Оружейная палата в Московском Кремле», Moskva
- Boris Ignatovič fotografie 1972—1963 Фотоальбом Издательство Moskevský dům fotografie, rok 2002, str. 144, ISBN 5-88896-099-3
- Boris Ignatovič Издательство	Арт-Родник 2007 ISBN 978-5-9561-0271-8

## Knihy, na kterých Boris Ignatovič spolupracoval
- Antologie sovětské fotografie, 1941-1945, vydavatelství Planeta, Moskva 1987
- PROPAGANDA & DREAMS, Edition Stemmle 1999 ISBN 3-908161-80-0